# Logement van Amsterdam
Het Logement van Amsterdam is een gebouw aan de oostzijde van het Plein in Den Haag. Het werd in 1737 gebouwd naar een ontwerp van de Amsterdamse kunstenaar en architect Isaac de Moucheron, als logement voor de afgevaardigden van Amsterdam bij de Staten van Holland. Het wordt ook wel het Huis van Amsterdam genoemd. Sinds 2003 is het gebouw in gebruik bij de Tweede Kamer der Staten-Generaal.

## Voorgeschiedenis
Verschillende steden hadden sinds de 16de eeuw een logement in Den Haag waar hun afgevaardigden tijdens hun bezoek aan het Binnenhof konden verblijven. Amsterdam huurde eerst enkele kamers aan de Plaats, vlak bij de Gevangenpoort, waardoor zij het Binnenhof konden binnengaan. Later huurden zij kamers in de Hoogstraat, aan de Lange Vijverberg en in de Lange Houtstraat. In 1618 kon Amsterdam zich een pand aan het Plein veroorloven, waar voorheen de moestuin van de Graven van Holland was. Hier was toen ook al het oude Logement van Rotterdam, op de hoek van de Lange Poten. In 1676 en 1718 werden de panden naast het logement bijgekocht. 

## Bouw
Wegens de slechte bouwkundige staat werd in 1735 tot nieuwbouw besloten. Op 1 april 1737 werd de eerste steen gelegd door Jan Six (1730-1779), de zesjarige zoon van Jan Six (1668-1750), oud-burgemeester van Amsterdam. De twee panden werden samengevoegd tot het huidige, dat zijn twee hoofdingangen behield. Het linker pand was bestemd voor het Amsterdams lid van de Gecommitteerde Raden, het rechter pand was groter en daar was het Gewestelijk- en het Landsbestuur gevestigd. De twee tuinen bleven gescheiden en achterin stonden koetshuizen. Boven in de voorgevel is een groot wapen van Amsterdam geplaatst. De kap werd in 1741 door de Amsterdamse metselbaas Coenraad Hoeneker geconstrueerd. Twee trappenhuizen uit de bouwtijd, met rijk stucwerk van de Italiaan Carlo Laghi (1707-1791), behoren tot de onderdelen die de eeuwen hebben doorstaan. De 24 bouwtekeningen bevinden zich in het Stadsarchief Amsterdam.

## Verhuur
Na de beëindiging van de Republiek der Zeven Verenigde Provinciën in 1795 verloor het logement zijn functie. Het gebouw werd enige tijd verhuurd, eerst als onderkomen voor de Burgers Representanten en het Uitvoerend Bewind van de nieuwe Bataafse Republiek. Onder Lodewijk Napoleon werd het gebruikt door de Raad van Oorlog en van 1811 tot eind 1812 door het Tribunaal van de Eerste Instantie van het arrondissement Den Haag. 
Het stadsbestuur van Amsterdam gaf op 22 december 1812 opdracht de gebouwen op te knappen zodat ze opnieuw verhuurd konden worden. Op aanraden van Adriaan Noorderdorp moesten eerst in 1813 de panden eerst wind- en waterdicht gemaakt worden, daarna zou het interieur aan de beurt komen. De begroting van het restauratieplan werd door Noorderdorp in maart ingeleverd en bedroeg 10.000 gulden. Twee dagen later werd bekendgemaakt dat Wilhelmina van Pruisen er wilde wonen, en reeds in november 1814 haar intrek wilde nemen. De bouwtekeningen werden herzien. Op 22 augustus werd de verbouwing gestart hoewel de structurele restauratie nog niet had plaatsgevonden. In de jaren 1839-1849, toen Sophie van Württemberg er woonde, werd de inrichting van het (toen) paleis andermaal ingrijpend herzien.
Na 1849 werd het gebouw gebruikt door het Algemeen Rijksarchief. Vanaf 1912 was het ministerie van Buitenlandse Zaken in het gebouw gevestigd tot 1984. Daarna bood het pand tot 1997 huisvesting aan de Rijksdienst Beeldende Kunst. Tijdens de Tweede Wereldoorlog was het gebouw het hoofdkantoor van Arthur Seyss-Inquart.

## Huidig gebruik

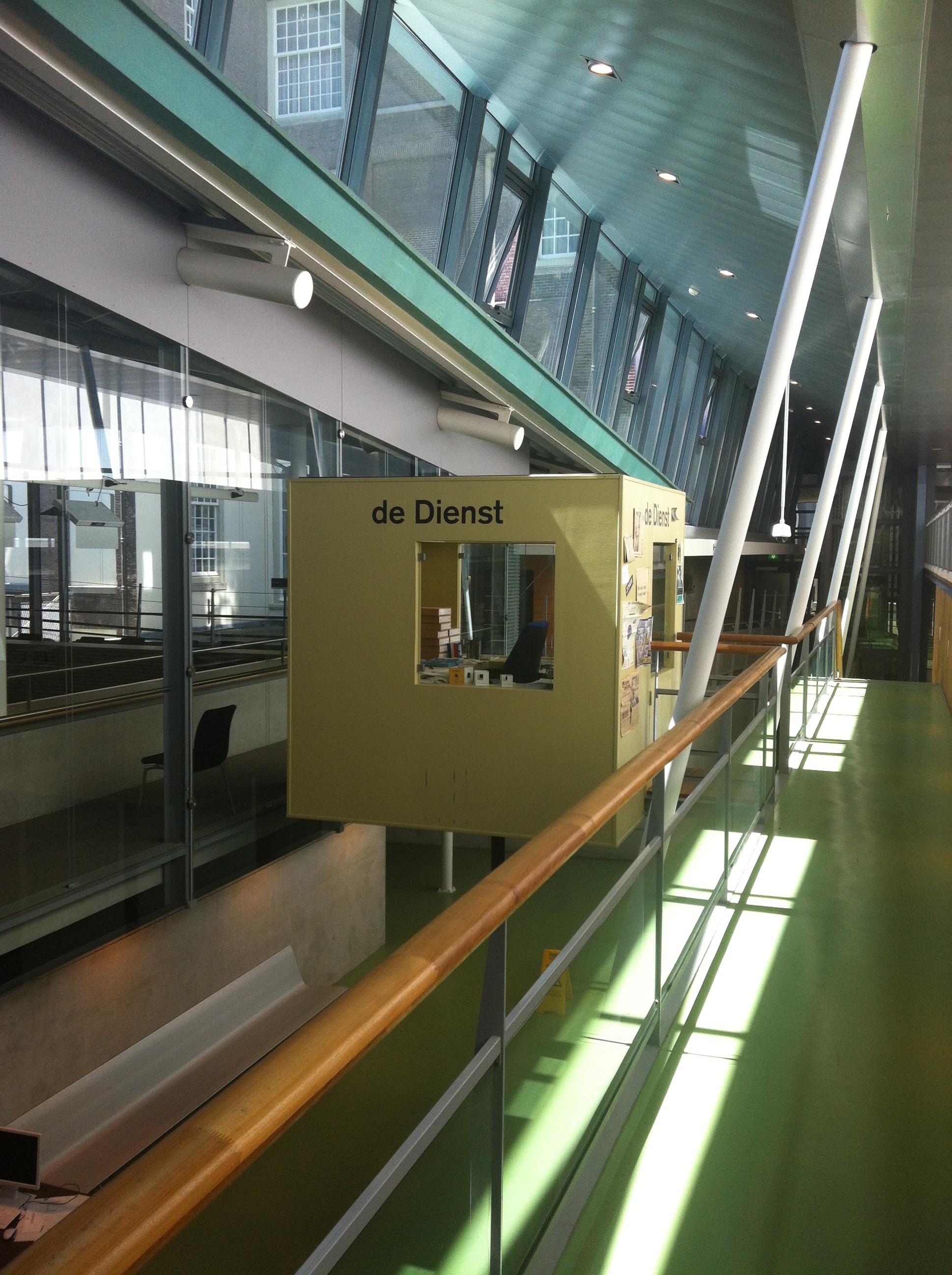
De Dienst in het nieuwbouwgedeelte naast de enquetezaal, door Martijn Engelbregt

Tussen 1999 en 2003 is het pand gerestaureerd en daarna door de Tweede Kamer in gebruik genomen. Hierbij is het depot en dienstgebouw van het Algemeen Rijksarchief aan het gebouw verbonden en is op het binnenterrein een zaal gebouwd voor parlementaire enquêtes, verbonden door een nieuw gebouw ontworpen door Erik Knippers met een centrale ingang aan de Lange Houtstraat 1 grenzend aan Plein 23. Het gebouw kreeg daarbij de naam het Logement. Het gebouw is in 2006 voorzien van kunstwerken geselecteerd in een project van kunstenaar Martijn Engelbregt. In dit gebouw van de Tweede Kamer vonden de laatste maanden plaats van de kabinetsformatie die leidde tot het kabinet-Rutte IV.